# Ambassade du Maroc au Danemark
L'ambassade du Maroc au Danemark est la représentation diplomatique du royaume du Maroc auprès de la royaume du Danemark. Elle est située au Øregaards Allé 19 2900 Hellerup Copenhague, la capitale du pays, et son ambassadeur est, depuis 18 octobre 2024 Fatiha Layadi.

## Ambassadeurs du Maroc au Danemark
| Ambassadeur     | Début de mission | Date de remise des lettres de créance | Fin de mission     | Rois du Maroc | Monarques de Danemark    |
| --------------- | ---------------- | ------------------------------------- | ------------------ | ------------- | ------------------------ |
| Aicha El Kabbaj |                  | 23 Avril 2004 (Lettonie)              |                    | Mohammed VI   | Marguerite II            |
| Raja Ghannam    | 6 novembre 2008  |                                       | 13 septembre 2016’ | Mohammed VI   | Marguerite II            |
| Khadija Rouissi | 13 octobre 2016  | 16 décembre 2016                      |                    | Mohammed VI   | Marguerite II/Frederik X |
| Fatiha Layadi   | 18 octobre 2024  |                                       |                    | Mohammed VI   | Frederik X               |